# Curt Silberman

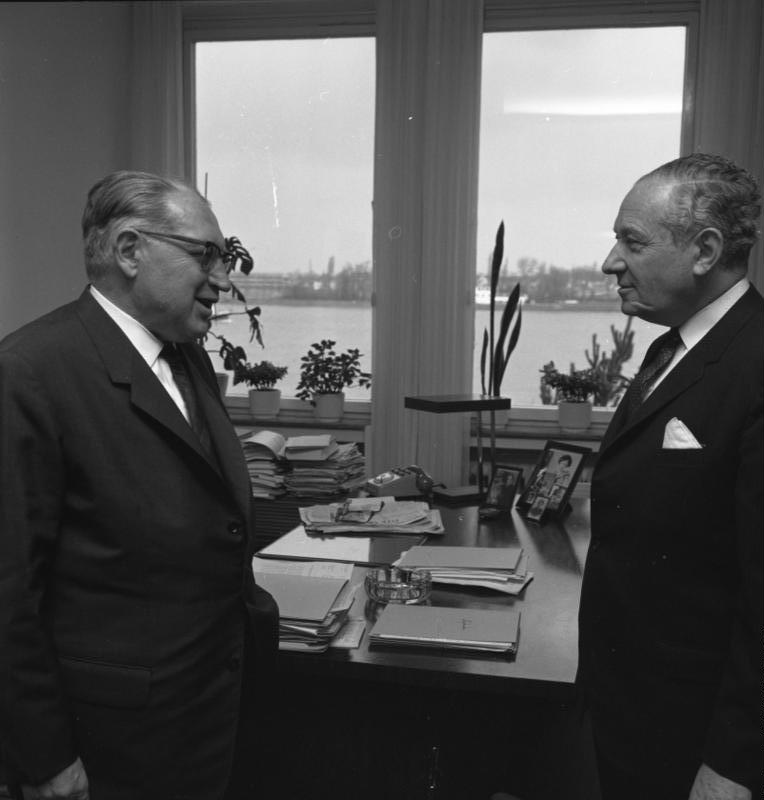
Silberman (rechts) und Thomas Dehler (1967)

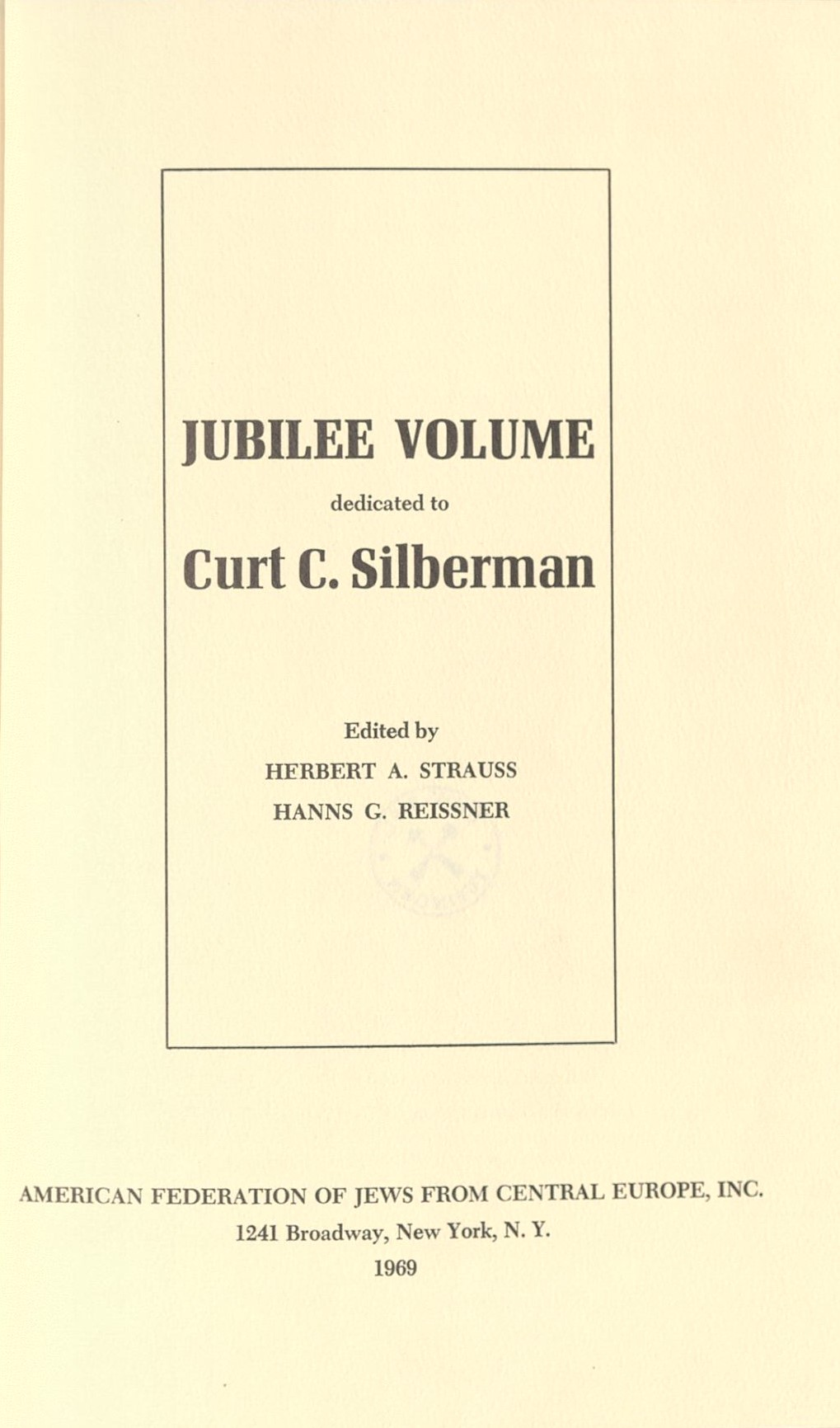
Festschrift (1969)

Curt Charles Silberman (geboren als Kurt Leo Silbermann 23. Mai 1908 in Würzburg; gestorben 9. September 2002 in Livingston (New Jersey)) war ein deutschamerikanischer Rechtsanwalt.

## Leben
Kurt Silbermann besuchte das Realgymnasium Würzburg und studierte Jura in Würzburg, München und Berlin. 1931 wurde er in Würzburg mit einer wirtschaftsrechtlichen Dissertation promoviert. Das Referendariat begann er in Würzburg und Ingolstadt. Silbermann war Mitglied im Jugendbund Blau-Weiß, im Jung-jüdischen Wanderbund und der Studentenverbindung Salia. Nach der Machtergreifung der Nationalsozialisten 1933 wurde er aufgrund des Berufsbeamtengesetzes aus dem Referendariat entlassen.
Nach 1933 wurde er Mitglied im Jüdischen Kulturbund, Vorstandsmitglied in der Zionistischen Ortsgruppe Würzburg und ab 1935 Vorstandsmitglied der IKG Würzburg. Ab 1933/34 war er einer von wenigen in Bayern zugelassenen Wirtschafts- und Devisenberater und beriet etwa zwei Drittel der jüdischen Auswanderer Unterfrankens bei der Vorbereitung der Emigration. 1937 heiratete er Else Kleemann. Bei den Novemberpogromen 1938 wurde er für drei Tage inhaftiert.
Else und Kurt Silbermann emigrierten Ende November 1938 in die USA, wo er als Berater in der Jewish Federations Family and Child Service und in der Flüchtlingsverwaltung von New Jersey Beschäftigung fand. Nebenher studierte er ab 1943 Rechtswissenschaften an der Rutgers Law School und wurde 1947 promoviert. 1948 erhielt er die Zulassung als Attorney at Law, 1954 als Counsellor at Law, 1957 die Zulassung zum Supreme Court in Washington, D.C. In seiner Kanzlei spezialisierte er sich auf internationales Privatrecht und vertrat Restitutionsklagen.
Silberman erlangte in den USA leitende Funktionen in jüdischen Verbänden, so war er Mitgründer und ab 1963 bis 1986 Präsident der American Federation of Jews from Central Europe, ab 1975 war er Co-Chairman im „Council of Jews from Germany“, er war im Vorstand des „Jewish Philantropic Fund of 1933“, Mitglied im Kuratorium des Leo Baeck Instituts, New York, an dessen Gründung er beteiligt war, sowie Chairman in der „Research Foundation for Jewish Immigration“. Silberman war Mitglied des Executive Committee der Conference on Jewish Material Claims Against Germany. Er lebte in West Orange, New Jersey und war Mitglied im Rat der Synagoge „Temple B'nai Abraham“ in Livingston, an der Joachim Prinz Rabbiner war. Silberman und seine Frau stifteten ein Programm für Jüdische- und Holocauststudien am Middlebury College, von dem er 1995 die Ehrendoktorwürde erhielt.